# Indoniphargus indicus
Indoniphargus indicus is een vlokreeftensoort uit de familie van de Mesogammaridae. De wetenschappelijke naam van de soort is voor het eerst geldig gepubliceerd in 1923 door Charles Chilton.